# Kazuki Minami
Pour les articles homonymes, voir Minami (homonymie).
Kazuki Minami (南一 樹, Minami Kazuki), né le 24 janvier 2000 à Yamaguchi, est un gymnaste artistique japonais.

## Carrière
Kazuki Minami est médaillé d'argent au sol aux Championnats du monde de gymnastique artistique 2021.